# Antun Vuković Vučidolski
Antun Vuković Vučidolski, též Anton Vuković von Vučyidol (23. září 1850 Makarska – 7. září 1930 Baden nebo Maria Schutz), byl rakouský šlechtic, vysoký státní úředník a politik chorvatské národnosti z Dalmácie, na počátku 20. století poslanec Říšské rady.

## Biografie
Během okupace Bosny Rakouskem-Uherskem byl civilním guvernérem při armádním sboru Stephana von Jovanoviće. Po dokončení obsazování Bosny se zapojil do správního aparátu a postupně dosáhl postu krajského hejtmana v Tuzle, v jiném zdroji uváděno v Mostaru. V roce 1895 odešel do penze a zapojil se do politického života. Od roku 1895 byl poslancem Dalmatského zemského sněmu, kde do roku 1901 zastupoval kurii městskou, obvod Makarska, potom od roku 1908 kurii venkovských obcí, obvod Vrgorac, Makarska, Metković. Od roku 1897 byl členem Chorvatské národní strany a po podpisu dohody mezi ní a chorvatskou Stranou práva se mu otevřela kandidatura do celostátního parlamentu. V roce 1905 se obě strany spojily do Chorvatské strany, k níž se hlásil i Vuković. Byl signatářem manifestu proti bánovi Károlymu Khuen-Hédervárymu. Roku 1905 spolupodepsal tzv. Rijeckou rezoluci, která byla programovou platformou chorvatského národního hnutí.
Byl i poslancem Říšské rady (celostátního parlamentu Předlitavska), kam usedl ve volbách do Říšské rady roku 1897 za kurii všeobecnou v Dalmácii, 2. volební obvod: Split, Brač atd. Mandát zde obhájil ve volbách do Říšské rady roku 1901. Uspěl i ve volbách do Říšské rady roku 1907, konaných poprvé podle všeobecného a rovného volebního práva. Byl zvolen v obvodu Dalmácie 09. Ve volebním období 1897–1901 se uvádí jako rytíř Anton Vuković von Vučyidol, místodržitelský rada, bytem Makarska.
Ve volbách roku 1897 je uváděn jako chorvatský kandidát. Usedl potom do poslaneckého klubu Slovanský křesťansko národní svaz (Der slavische christlichnationale Verband). Ve volbách roku 1901 je zmiňován coby umírněný chorvatský národní kandidát. Byl pak členem poslaneckého uskupení Jihoslovanský klub. Po volbách v roce 1907 byl členem poslaneckého klubu Svaz Jihoslovanů.
Později byl doživotním členem Panské sněmovny (nevolená horní komora Říšské rady). Mezi novými členy Panské sněmovny se uvádí v březnu 1912. Vstoupil do klubu pravice.
Zemřel v září 1930 v rakouském Badenu, podle jiného zdroje v rakouském Maria Schutz. Zemřel po dlouhé a těžké nemoci. Tělo pak mělo být převezeno k pohřbu do Badenu, kde Vuković vlastnil velkou vilu.
Jeho manželkou byla dcera hudebníka a pedagoga Josefa Dachse. Vuković proto patřil mezi podporovatele umění, zejména filharmonického orchestru.